# Critical Studies in the History of Anthropology
Critical Studies in the History of Anthropology ist eine wissenschaftliche Buchreihe mit kritischen Untersuchungen zur Geschichte der Anthropologie. Sie erscheint seit 2001 in Lincoln (Nebraska) bei der University of Nebraska Press.

## Übersicht
- Before Boas : the genesis of ethnography and ethnology in the German Enlightenment. Han F. Vermeulen. 2015
- Homo imperii : a history of physical anthropology in Russia. Marina Mogilʹner. 2013[1]
- Cultural negotiations : the role of women in the founding of Americanist archaeology. David L. Browman.
- Excavating Nauvoo : the Mormons and the rise of historical archaeology in America. Benjamin C. Pykles. 2010
- Lev Shternberg : anthropologist, Russian socialist, Jewish activist. Sergei Kan. 2009
- The 1904 anthropology days and Olympic games : sport, race, and American imperialism. Susan Brownell. 2008
- Anthropology goes to the fair : the 1904 Louisiana Purchase Exposition. Nancy J. Parezo. 2007
- Ephraim George Squier and the development of American anthropology. Terry A. Barnhart. 2005
- Ruth Benedict. Beyond Relativity, Beyond Pattern. Virginia Heyer Young 2005
- Melville J. Herskovits and the racial politics of knowledge. Jerry Gershenhorn. 2004
- The shaping of American ethnography : the Wilkes Exploring Expedition, 1838 – 1842. Barry Alan Joyce. 2001
- Invisible genealogies : a history of Americanist anthropology. Regna Darnell. 2001

[...]